# Francisco A. Imaz
Francisco Antonio Imaz (San Lorenzo, Santa Fe, 13 de junio de 1906-1993) fue un militar argentino perteneciente al Ejército que alcanzó el grado de general de división. Fue ministro del Interior durante el gobierno de facto de Juan Carlos Onganía. También fue interventor de la provincia de Buenos Aires entre el 24 de abril de 1963 y el 12 de octubre de 1963 y entre el 4 de julio de 1966 y el 11 de junio de 1969.

## Trayectoria
Nació en San Lorenzo, Provincia de Santa Fe. Fue profesor de Táctica del Colegio Militar de la Nación, en la Escuela Superior de Guerra y estuvo destinado al Estado Mayor General en la década de 1940. 
Fue auxiliar del agregado militar de la Embajada de Argentina en Estados Unidos entre 1948 y 1949, y ocupó la comandancia del Cuerpo Mecanizado y la jefatura de la Guarnición de Buenos Aires, Estado Mayor de Coordinación y Escuela Nacional de Guerra. También se desempeñó como profesor en la Escuela de Tropas Mecanizadas. 
Contrajo nupcias con María Irma Cerdeyra (1912-1977), con quien tuvo tres hijos. Se retiró en 1957.